# Klagenfurt am Wörthersee
Klagenfurt am Wörthersee (slovenă Celovec) este capitala landului federal Carintia (germană Bundesland Kärnten, slovenă Avstrijska Koroška) din Austria de sud și este situat pe râul Glan. Locuit pentru prima dată în secolul XII, avea în 2011  o populație de aproape 100.000 locuitori. Este capitala economică, culturală și istorică a regiunii Carintia.
Este faimos ca loc de vacanță montană, atât la sud cât și la nord, cu numeroase parcuri și o serie de 23 de castele la periferie. Pe timpul verii, orașul găzduiește festivalul Altstadtzauber (Magia Vechii Cetăți). Piața din centrul orașului a fost construită în 1518. La început a fost în afara zidurilor cetății vechi, fondată de familia Spanheim. În centru se află Lindwürm-Brunnen (Fântâna dragonului - animalul heraldic al orașului), monument ridicat in 1593, pentru a comemora începuturile orașului. Fântâna Dragonului, constituită din Dragon și Hercules, a fost finalizată în 1636.
Teatrul Municipal este o construcție în stil Art Nouveau (Secession), ridicată între 1908 și 1910, înlocuind sălile de bal din secolul al 17-lea. În 1998, teatrul a fost renovat și o extensie a fost ridicată de arhitectul Günter Domenig. Alter Platz (vechea piață) - una dintre cele două străzi pe care Ducele Bernhard a fondat orașul, transformată în zonă pietonală în 1961. Peisaje notabile includ lacul Wörthersee, cel mai cald lac alpin european și Lindwurm-Brunnen (fântâna-dragon).

## Obiective culturale
- Biserica protestantă Martin Luther, construită între 1864-1866, situată pe Villacher Straße.
- Grădinile Botanice - grădini splendide cu floră alpină tipică din Carintia și din împrejurimile acesteia. Se întâlnesc plante acvatice diverse și numeroase specii protejate.
- Muzeul minier, un tunel lung de 500 de metri, unde se află o expoziție de minerale cu aproximativ 10000 exponate și unelte de minerit.
- Observatorul cu o perspectivă asupra orașului.
- Biserica Sfântul Martinis din secolul al 16-lea.
- Minimundus, muzeu în aer liber cu replici în miniatură ale celor mai frumoase clădiri din lume. Din România a fost aleasă "Biserica Domnească" de la Curtea de Argeș.
- Plantarium unde se fac câteva prezentări zilnice legate de Univers.
- Reptile ZOO, o expoziție cu reptile și insecte (păianjeni).
- Parcul Europa bogat în copaci și flori.

De asemenea, aici se află Universitatea Klagenfurt și Aeroportul Klagenfurt. Printre alte instituții educaționale din oraș se numără și gimnaziul non-clasic sloven.

## Biserica Ortodoxa Română din Klagenfurt
Pe data de 29 iunie 2008 a fost înființată Biserica Ortodoxă Română Klagenfurt.
Adresa web:  Arhivat în 14 noiembrie 2010, la Wayback Machine.
Slujbele se oficiază în fiecare duminică și în zilele de sărbătoare  începând cu ora 10, în Biserica Kreuzbergl: 

## Obiective turistice
- Halleg Schloss documentat în 1198. În secolul al 16-lea, castelul a fost transformat în palat renascentist cu două curți interioare. Pe timpul verii, castelul este transformat în casă de oaspeți. Curțile interioare sunt deschise publicului, castelul fiind proprietate particulară.
- Tultschnig - aici se află o biserică ce datează din secolul al 10-lea. Biserica originală carolingiană a fost inlocuită cu o biserică în stil romanic. Actualmente construcția este în stil baroc.
- Seltenheim - numele său a apărut pentru prima oară în 1193, însemnând crâng de fericire. Castelul inițial a fost distrus de către Împăratul Friedrich III. În secolul al 15-lea, alt castel a fost construit pe locul său. Castelul este proprietate privată și nu este deschis publicului. În apropierea sa se află un teren de golf.
- Mageregg Schloss, construit în 1503. Urme de la vechiul castel persistă și astăzi. Din 1967, castelul este deținut de Asociația Vânătorilor din Carintia și găzduiește o casă de oaspeți. În parcul din preajma sa cresc numeroase căprioare.

## Personalități
Oameni importanți care au locuit în Klagenfurt:
- Jožef Stefan
- Gustav Mahler, compozitor.

### Personalități născute aici
- Robert Musil (1880 - 1942), scriitor;
- Willy Böckl (1893 - 1975), patinator artistic;
- Hanns Albin Rauter (1895 - 1949), funcționar SS;
- Ernst Lerch (1914 - 1997), ofițer nazist;
- Ingeborg Bachmann (1926 - 1973), poetă;
- Udo Jürgens (1934 - 2014), cântăreț, compozitor;
- Heidi Schmid (n. 1938), scrimeră;
- Ebba Koch (n. 1944), istoric de artă;
- Wolfgang Bulfon (n. 1946), om politic;
- Friedrich Koncilia (n. 1948), fotbalist;
- Valentin Inzko (n. 1949), diplomat;
- Wolfgang Koch (n. 1959), scriitor, publicist;
- Petra Morzé (n. 1964), actriță;
- Rudolf Vouk (n. 1965), om politic.